# Loodgrijze haakpalpmot
De loodgrijze haakpalpmot (Gelechia turpella) is een vlinder uit de familie tastermotten (Gelechiidae). De wetenschappelijke naam is voor het eerst geldig gepubliceerd in 1775 door Denis & Schiffermüller.
De soort komt voor in Europa.